# Hanna Rovina

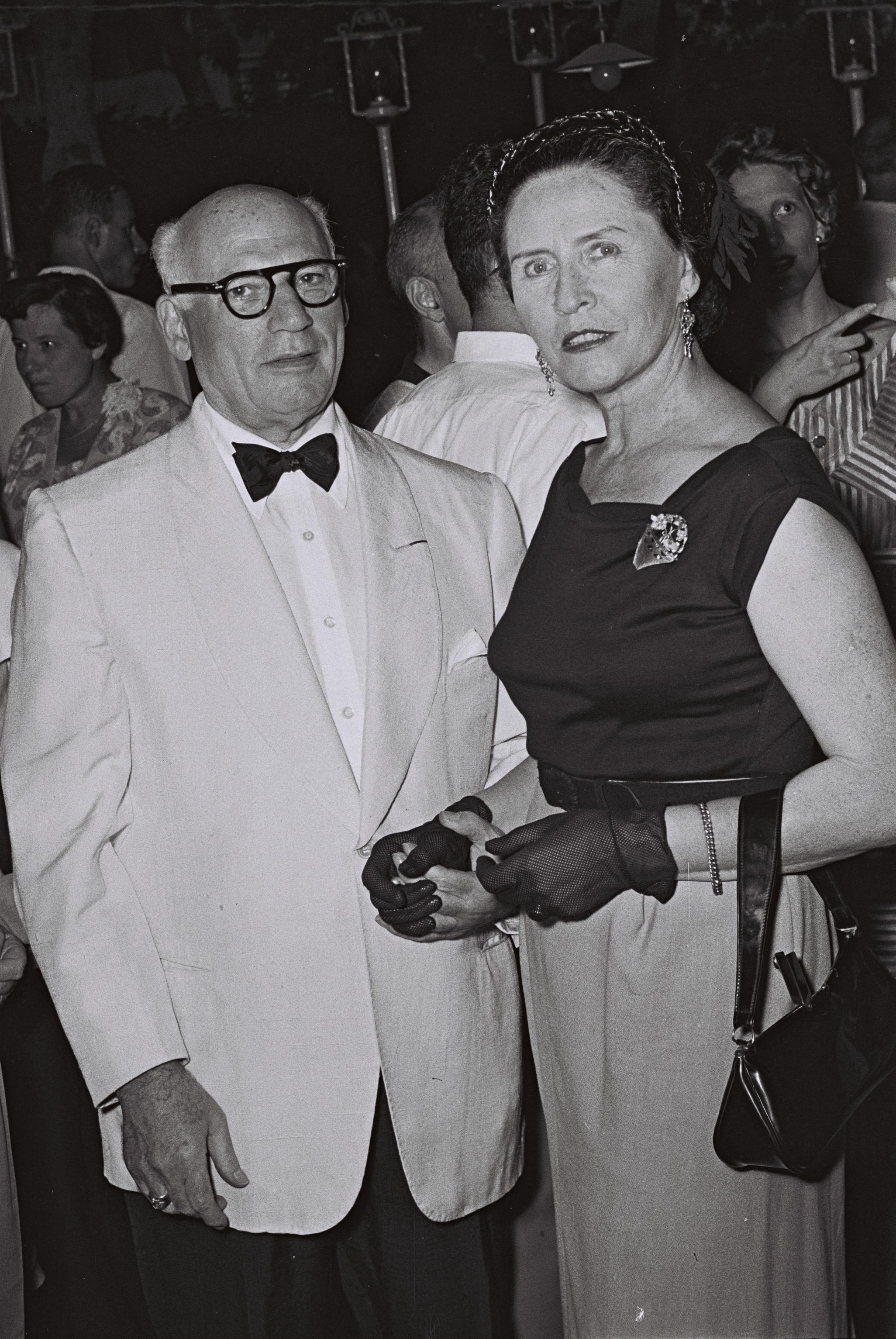
Sol Hurok y Hana Rovina (1954)

Hanna Rovina (en hebreo: חנה רובינא‎; (Byerazino, Imperio ruso, 15 de septiembre de 1888 – Ra'anana, Israel, 3 de febrero de 1980), fue una actriz israelí. A menudo se la conoce como la "Primera Dama del Teatro Hebreo".

## Biografía
Hana Rovina nació en Byerazino, en el Igumensky Uyezd de la Gobernación de Minsk del Imperio Ruso (actual Bielorrusia). Sus padres fueron David Rubin, un comerciante maderero y Sarah-Rivka Rubin. Tenía una hermana, Rahel y un hermano, Zvi. Se formó como maestra jardinera en un curso para maestros de habla hebrea en Varsovia, antes de la Primera Guerra Mundial.
Tuvo una hija, Ilana, nacida en 1934, con el poeta hebreo Alexander Penn.

## Carrera
Comenzó su carrera como actriz en el "Teatro Hebreo" de Nahum Tzemach. Se incorporó al Teatro Nacional Habima en 1917, justo cuando se inauguraba, y participó en su primera producción, una obra de Yevgeny Vakhtangov. Se hizo famosa por su papel de Leah'le, la joven novia que está poseída por un demonio en EL Dybbuk de Shlome Ansky.
En 1928, Rovina y los demás actores del Habima emigraron a Eretz Israel. Habima se convirtió en el buque insignia del nuevo movimiento teatral nacional y Rovina fue reconocida como la actriz principal de dicho movimiento. La imagen de Rovina en su papel de Leah en la representación moscovita de El Dybbuk, con un vestido blanco, con su larga trenza negra, se convirtió en un icono del emergente teatro hebreo.

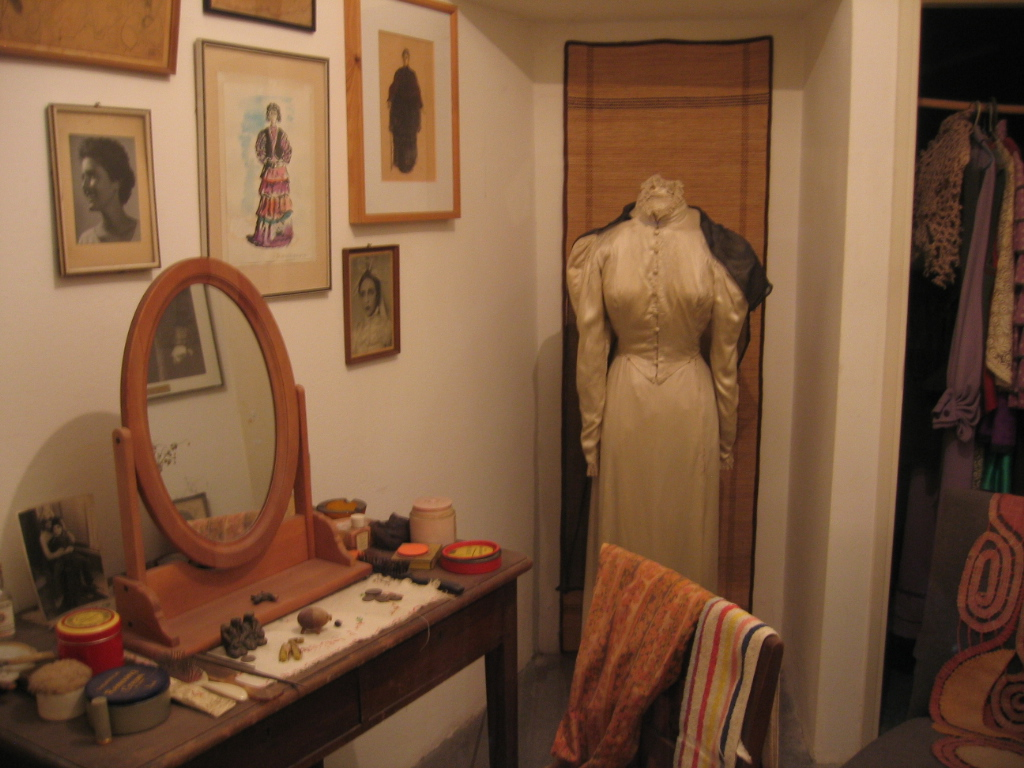
Camerino de Rovina en el Teatro Habima.

Rovina se tomó muy en serio su actuación y trató de vivir la vida del personaje, tal como lo prescribe la Escuela Stanislavski.
Nisim Aloni escribió una obra de teatro, Tía Liza, especialmente para ella y Rovina interpretó el papel principal.
Rovina exigía mucho a su público. Frecuentemente detenía una obra en el medio si sentía que la audiencia no estaba lo suficientemente atenta. En una ocasión, detuvo la obra Hannah Senesh en medio de una escena y les dijo a los adolescentes en el pasillo que dejaran de comer semillas de girasol.

## Premios y reconocimientos
Rovina recibió el Premio Israel de teatro en 1956. Permaneció activa en los escenarios hasta su muerte, en 1980. Murió en Ra'anana, a los 91 años.